# Loxandrus limatus
Loxandrus limatus är en skalbaggsart som beskrevs av Thomas Casey. Loxandrus limatus ingår i släktet Loxandrus och familjen jordlöpare. Inga underarter finns listade i Catalogue of Life.